# Ayala (Álava)
Ayala (baskisch Aiara; offiziell Ayala/Aiara) ist eine spanische Gemeinde in der Provinz Álava mit 2.942 Einwohnern (Stand: 2024).

## Geschichte

### Namensherkunft
Die heutige Gemeinde Ayala umfasst den größten Teil der ehemaligen Tierra de Ayala. Dazu gehörten auch die heutigen Gemeinden Amurrio (ohne Arrastaria), Oquendo/Okondo und ein Teil von Artziniega. Es war eine Region, die administrativ nicht zu Álava und Bizkaia zugehörig war, sondern eine Provinz des Königreichs Kastilien war. Dieser Zustand änderte sich 1842, als dieses Gebiet vollständig in die Provinz Álava integriert wurde.
Ayala wurde erstmals im 10. Jahrhundert erwähnt und war die häufigste Form der Transkription des Namens; auch andere Formen wie Aialha (11. Jahrhundert) oder Aiala (15. Jahrhundert) waren üblich. Diese Region wird seit langem von der Sprachgrenze zwischen dem Spanischen und dem Baskischen durchquert, obwohl der historisch baskischsprachige Teil viel größer ist und das Tal von Llanteno und Artziniega umfasst, so dass baskische Toponyme darin existieren. Da Baskisch in den ehemals baskischsprachigen Teilen des Landes Ayala bereits im 19. Jahrhundert nicht mehr gesprochen wurde, hat sich die traditionelle Bezeichnung der Region in der baskischen Sprache mündlich nicht bis in die heutige Zeit durchgesetzt. Heute ist bekannt, dass Ayala auf Baskisch Aiara genannt wurde – dank des schriftlichen Zeugnisses des Chronist Esteban de Garibay im 16. Jahrhundert: „Es hieß Ayara in der Basken-Sprache desselben Landes, und heute wird es genauso genannt, und aufgrund von Korruption sagen sie auf Kastilisch Ayala“. Die Königliche Akademie der Baskischen Sprache legte nach besagtem Zeugnis fest, dass der Name der Gemeinde in baskischer Sprache Aiara sein sollte (Aktualisierung von Ayara in die moderne baskische Schreibweise). Seit 1997 lautet der offizielle Name der Gemeinde Ayala/Aiara, wobei der baskische Name der Gemeinde verwendet wird.
Es ist jedoch nicht klar, was der etymologische Ursprung des Namens ist oder ob er, wie Garibay glaubte, von Aiara abstammt. Es gibt eine sehr alte volkstümliche Etymologie, die den Ursprung des Namens mit einer Legende erklärt, die zumindest auf die Arbeit des Chronisten von Bizkaia, Lope García de Salazar, im 15. Jahrhundert zurückgeht. Laut García de Salazar war das Land Ayala ein Niemandsland zwischen Bizkaia und Kastilien, ein sehr begehrtes Land, das aber weder Kastilier noch Biskaya zu bevölkern wagten, um ihre Nachbarn nicht zu belästigen.

„In der Zeit, als König Alfons VI. in Kastilien regierte und Toledo eroberte, kam ein Bastard des Königs von Aragon, der Vela genannt wurde, um ihm zu dienen. Und als dieser König, Alfons, über die Felsen von Valle de Mena ging, sah er über dem Land, wo jetzt Ayala ist, das unbewohnt war, das La Sopeña genannt wurde; Als König auf dem Felsen von Salbada war, fragten ihn die Cavalleros, warum er dieses Land nicht bevölkerte. Er sagte ihnen, dass er es bevölkern würde, wenn er nur wüsste, wer es bevölkern würde. Und Graf Vela de Aragón bat ihn um die Gnade, es ihm zu geben, damit er es bevölkern würde. Und einige, die dort waren, die ihn sehr liebten, sagten zu ihm:
- Sehen Sie sie an. (Sir, ist es fertig?)
- Und der König sagte:
- Nun, hier ist es. (Hela da)
- Und aus diesem Grund nannte er Ayala und nannte sich Graf Vela, Herr von Ayala. Und er bevölkerte dieses Land der Basken und Latinos, starb und wurde in Santa María de Respaldiça begraben.“

Die Philologen sind sich einig, dieser Legende keinen Glauben zu schenken, da Ayala bereits im 10. Jahrhundert erwähnt wird und der König Alfons VI., der angeblich den Namen vergeben hätte, erst im 11. Jahrhundert regierte. Um die tatsächliche Herkunft des Namens gibt es nur Hypothesen. Julio Caro Baroja meinte, dass es mit dem baskischen Wort aiher verwandt sein könnte, was Steigung bedeutet. In etymologischen Büchern und baskischen Nachnamen erscheint es mit Bedeutungen wie dem „Niedergang der Eminenz“ (von aiher alagar), der Seite des Abhangs (von aiher alde) oder der Weide (verwandt mit alha); aber diese Etymologien haben keine dokumentarische oder wissenschaftliche Grundlage.
Es wurden Versuche unternommen, eine Beziehung zwischen Ayala und Toponymen anderer Orte in Álava wie Guevara oder Vírgala Mayor herzustellen, die auch als Guevala und Bírgara dokumentiert sind. Auch mit anderen baskischen Toponymen, die auf -ara enden wird ein Zusammenhang untersucht. Es könnte ein zusammengesetzter Name Ai+ara sein. Da der Ortsname Aiareta in der Stadt Eslava in Navarra vorkommt, wird auch die Existenz eines Anthroponyms gesehen, das auf dem Namen Aioro Ayala basiert.

## Geographie

### Gliederung
Ayala/Aiara besteht aus 24 Orten, die in 23 Concejos gegliedert sind. Die Ortsteile Menagaray und Beotegui bilden seit 1976 ein Concejo.
| Offizieller Name        | Bevölkerung | Bevölkerung | Bevölkerung | Bevölkerung | Bevölkerung |
| Offizieller Name        | 2000        | 2005        | 2010        | 2015        | 2019        |
| Agiñaga                 | 22          | 27          | 27          | 21          | 21          |
| Añes                    | 29          | 29          | 24          | 20          | 22          |
| Costera/Opellora        | 25          | 29          | 27          | 24          | 27          |
| Etxegoien               | 21          | 17          | 19          | 22          | 13          |
| Erbi                    | 5           | 5           | 9           | 10          | 13          |
| Izoria                  | 126         | 151         | 160         | 159         | 159         |
| Lejarzo/Lexartzu        | 15          | 11          | 15          | 13          | 15          |
| Llanteno                | 137         | 132         | 122         | 111         | 103         |
| Luxo/Lujo               | 3           | 6           | 5           | 4           | 3           |
| Luiaondo                | 529         | 925         | 1131        | 1242        | 1271        |
| Madaria                 | 11          | 11          | 10          | 5           | 12          |
| Maroño                  | 40          | 36          | 33          | 39          | 31          |
| Menagarai-Beotegi       | 196         | 207         | 219         | 209         | 218         |
| Menoio                  | 42          | 42          | 36          | 33          | 33          |
| Murga                   | 107         | 106         | 113         | 120         | 126         |
| Ozeka                   | 8           | 4           | 12          | 12          | 18          |
| Olabezar                | 75          | 62          | 63          | 69          | 73          |
| Quejana/Kexaa           | 59          | 55          | 44          | 42          | 34          |
| Arespalditza/Respaldiza | 327         | 403         | 488         | 497         | 512         |
| Retes de Llanteno       | 63          | 67          | 70          | 65          | 60          |
| Salmantón               | 27          | 33          | 32          | 31          | 36          |
| Soxo/Sojo               | 52          | 47          | 51          | 53          | 47          |
| Zuaza/Zuhatza           | 145         | 137         | 117         | 126         | 127         |

Hinweis: Die Bevölkerungsdaten wurden dem Instituto Nacional de Estadística entnommen.

## Wirtschaft
Industrie ist hauptsächlich in der Nähe des Ortsteils Murga vorhanden, wo sich das Industriegebiet Ayala befindet und wo mehrere Unternehmen des Möbelbaus vorhanden sind. Die Unternehmen in der Gemeinde mit mehr als 50 Beschäftigten sind:
- Aianox: Edelstahlguss.
- Etorki: Sägewerk. Es gehört der Mondragón Corporación Cooperativa.
- Inan: Metallmöbel. Es gehört zur Kider-Gruppe.
- Kider: Metallmöbel.
- Luyando System: Hersteller von Bürostühlen und Sesseln.

## Politik

### Wahlergebnisse
| Politische Partei                                                             | 2015                | 2015                      | 2011                | 2011                      | 2007                | 2007                      | 2003                | 2003                      | 1999                | 1999                      | 1995                | 1995                      |
| Politische Partei                                                             | Prozent der Stimmen | Mitglieder im Gemeinderat | Prozent der Stimmen | Mitglieder im Gemeinderat | Prozent der Stimmen | Mitglieder im Gemeinderat | Prozent der Stimmen | Mitglieder im Gemeinderat | Prozent der Stimmen | Mitglieder im Gemeinderat | Prozent der Stimmen | Mitglieder im Gemeinderat |
| Eusko Alderdi Jeltzalea-Partido Nacionalista Vasco (EAJ-PNV)                  | 40,20               | 5                         | 29,43               | 4                         | 51,01               | 7                         | -                   | -                         | 41,39               | 5                         | 41,77               | 5                         |
| EH Bildu/Bildu                                                                | 35,42               | 4                         | 36,46               | 4                         | -                   | -                         | -                   | -                         | -                   | -                         | -                   | -                         |
| Aiara Batuz                                                                   | 15,20               | 2                         | 19,37               | 2                         | -                   | -                         | -                   | -                         | -                   | -                         | -                   | -                         |
| Partido Popular (PP)                                                          | 5,27                | 0                         | 9,87                | 1                         | 13,09               | 1                         | 20,34               | 2                         | 23,94               | 3                         | 24,66               | 3                         |
| Partido Socialista de Euskadi-Euskadiko Ezkerra (PSE-EE)                      | 2,85                | 0                         | 3,21                | 0                         | 6,69                | 0                         | 5,82                | 0                         | 1,66                | 0                         | 2,07                | 0                         |
| Ezker Batua-Berdeak (EB-B)                                                    | -                   | -                         | -                   | -                         | 5,11                | 0                         | -                   | -                         | -                   | -                         | -                   | -                         |
| Eusko Alderdi Jeltzalea-Partido Nacionalista Vasco/Eusko Alkartasuna (PNV/EA) | -                   | -                         | -                   | -                         | -                   | -                         | 71,46               | 9                         | -                   | -                         | -                   | -                         |
| Eusko Alkartasuna (EA)                                                        | -                   | -                         | -                   | -                         | 21,04               | 3                         | -                   | -                         | 13,97               | 1                         | 16,23               | 2                         |
| Euskal Herritarrok (EH)                                                       | -                   | -                         | -                   | -                         | -                   | -                         | -                   | -                         | 16,92               | 2                         | -                   | -                         |
| Unidad Alavesa (UA)                                                           | -                   | -                         | -                   | -                         | -                   | -                         | 0,28                | 0                         | -                   | -                         | 2,39                | 0                         |
| Herri Batasuna (HB)                                                           | -                   | -                         | -                   | -                         | -                   | -                         | -                   | -                         | -                   | -                         | 10,01               | 1                         |